# Jenny Toomey
Jenny Toomey, pseudonimo di Jennifer Gillen Toomey (25 febbraio 1988), è una cantautrice e attivista statunitense.

## Biografia
Jenny Toomey ha fatto parte delle band Geek, Tsunami, Liquorice, Grenadine, So Low and Choke e ha realizzato anche degli album a suo nome. Nel 1990 Toomey è stata tra i fondatori dell'etichetta discografica Simple Machines assieme ad un amico che ha abbandonato il progetto poco dopo. Jenny Toomey ha gestito l'etichetta con Kristin Thomson dal 1990 al 1998 dalle loro case ad Arlington, Virginia. Con le altre case discografiche TeenBeat Records e Dischord Records, la Simple Machines ha documentato la scena punk e indie rock nella zona di Washington in quegli anni. Il gruppo Tsunami ha anche influenzato fortemente l'etica Do It Yourself (D.I.Y.) tra le comunità punk, grunge e indie. Tra gli artisti lanciati dalla Simple Machines ricordiamo Tsunami, Grenadine, Franklin Bruno, Ida, Scrawl, Dave Grohl (con lo pseudonimo di Late!) e Retsin. Con la Simple Machines Toomey e Thomson hanno pubblicato il libro The Mechanic's Guide, a DIY music guidebook che è stato largamente diffuso sulla scena della musica indipendente degli anni '90 del secolo scorso.
Nel 2000 la Toomey ha fondato la Future of Music Coalition a Washington D.C., un think tank che studia e cerca di definire le complesse relazioni tra musica, politica e leggi, puntando principalmente ad aiutare musicisti soprattutto indipendenti nei campi della protezione della proprietà intellettuale, le assicurazioni sulla salute e gli effetti corporativi del mondo delle radio nell'industria musicale.
Nel suo ruolo di sostenitrice la Toomey ha partecipato a numerose conferenze, incluso il forum Future of the Music Industry tenutosi alla Georgetown University nel Gennaio 2003.
Nel novembre 2007 è stata nominata responsabile del programma per i media e la politica culturale nell'unità Media, arte e cultura presso la Fondazione Ford, dove in seguito ha ricoperto il ruolo di direttrice.

## Discografia

### Con i Choke
- 1990 - Kingdom of Mattresses

### Con i Geek
- 1990 - Wedge (Various Artists)
- 1990 - Three's Company (Various Artists)
- 1991 - Screw (Various Artists)
- 1992 - Hammer

### Con My New Boyfriend
- 1991 - Pulley (Various Artists)
- 1992 - Supersaw

### Con Slack
- 1992 - Neapolitan Metropolitan (Various Artists)
- 1992 - Bates Stamper

### Con Grenadine
- 1992 - Goya
- 1992 - Trilogy
- 1993 - Don't Forget the Halo
- 1994 - Nopalitos
- 1994 - Christiansen

### Con Tsunami
- 1993 - Deep End
- 1994 - The Heart's Tremolo
- 1995 - World Tour and Other Destinations
- 1997 - A Brilliant Mistake

### Con Liquorice
- 1995 - Stalls
- 1995 - Listening Cap

### Come solista
- 2001 - Antidote
- 2002 - Tempting